# Église de Säkylä
L' Église de Säkylä (en finnois : Säkylän kirkko) est une église en bois construite à Säkylä en Finlande.

## Description
L'église conçue par Antti et Mikael Piimänen est inaugurée le 4 août 1776.
L’église a été restaurée en 2011-2012.